# Advantage
Advantage (Avantazh ) è un film del 1977 diretto da Georgi Djulgerov.

## Trama
La trama è incentrata durante il periodo socialista in Bulgaria.